# Английская литература
Англи́йская литерату́ра — совокупность письменных произведений, созданных на английском языке жителями Британских островов (включая Ирландию) начиная с VII века.

## Средние века

### Англо-саксонская литература
Обыкновенно начало английской литературы относят к началу Англосаксонского периода.
Первые крупные памятники англосаксонской литературы — памятники латинские — принадлежат представителям духовенства:
- Альдхельм, живший во второй половине VII века, автор витиеватой прозы и стихов;
- Беда Достопочтенный (672—735) — автор знаменитой «Церковной истории англов»;
- Алкуин (умер в 804) — учёный монах, знаток грамматики, риторики, диалектики, переехавший в 60-летнем возрасте ко двору Карла Великого.

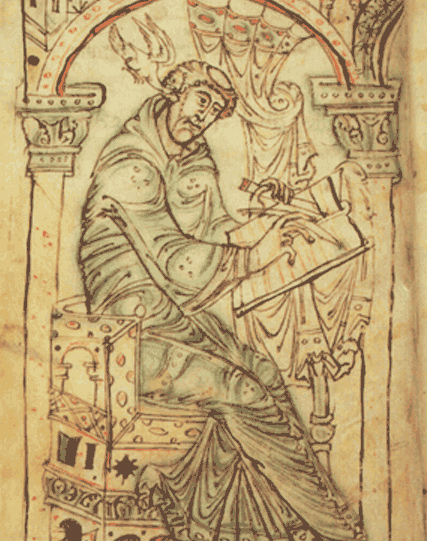
Беда Достопочтенный в средневековой рукописи

Что касается древнейших памятников англо-саксонского языка, то крупные поэтические произведения доходят до нас от XI века, если не считать памятников документального характера, хроник, текстов законов. Писатели из христианского духовенства перерабатывали некоторые языческие поэмы («Видсид», «Жалоба Деора»).
Самым замечательным памятником древней английской поэзии является поэма о Беовульфе. В ней описываются события, относящиеся к первой половине VI века, эпохе борьбы франков с готами.
«Золотой век» англо-саксонской литературы до нашествия норманнов — эпоха Альфреда Великого, победителя датчан, в течение почти двух веков опустошавших Британию. Альфред много сделал для восстановления разрушенной культуры, для поднятия образованности, сам был писателем и переводчиком (перевёл, в том числе, на англо-саксонский язык «Церковную историю» Беды, написанную на латыни).

### Англо-норманнская литература
Во второй половине XI века Англия подвергается новому нашествию нормандцев. Она подпадает под власть нормандцев, которые на несколько столетий утверждают в Англии господство нормандского диалекта французского языка и французской литературы. Начинается длительный период, известный в истории под именем периода англо-норманнской литературы.
В течение первого столетия после нашествия нормандцев литература на англо-саксонском языке почти исчезает. И только спустя столетие снова появляются на этом языке литературные памятники церковного содержания и позже светские, представлявшие собой переводы французских произведений. Благодаря этому смешению языков снова среди образованного общества большое значение приобретает латинский язык.
Период французского господства оставил важный след в дальнейшей истории английской литературы, которая, по мнению некоторых исследователей, более связана с художественными приёмами и стилем французской литературы нормандского периода, чем с древней англо-саксонской литературой, от которой она была искусственно оторвана.

### Чосер и Виклиф

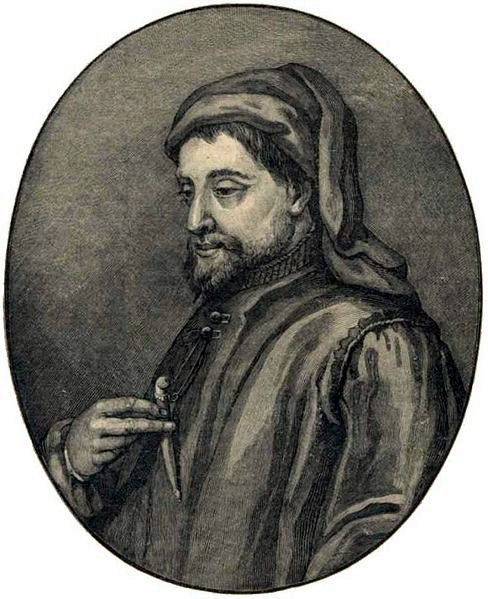
Джеффри Чосер

## Эпоха Возрождения

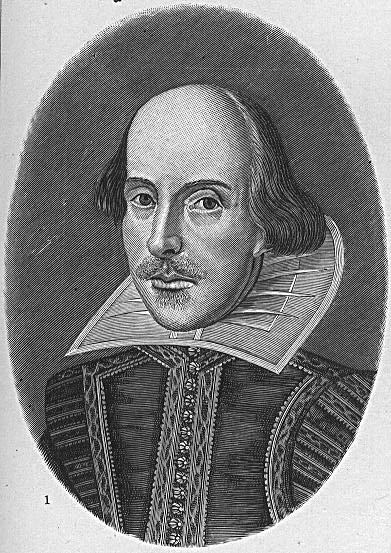
Уильям Шекспир

### Идеалы Возрождения в литературе

Томас Мор

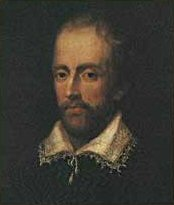
Эдмунд Спенсер

## Эпохи Кромвеля и Реставрации

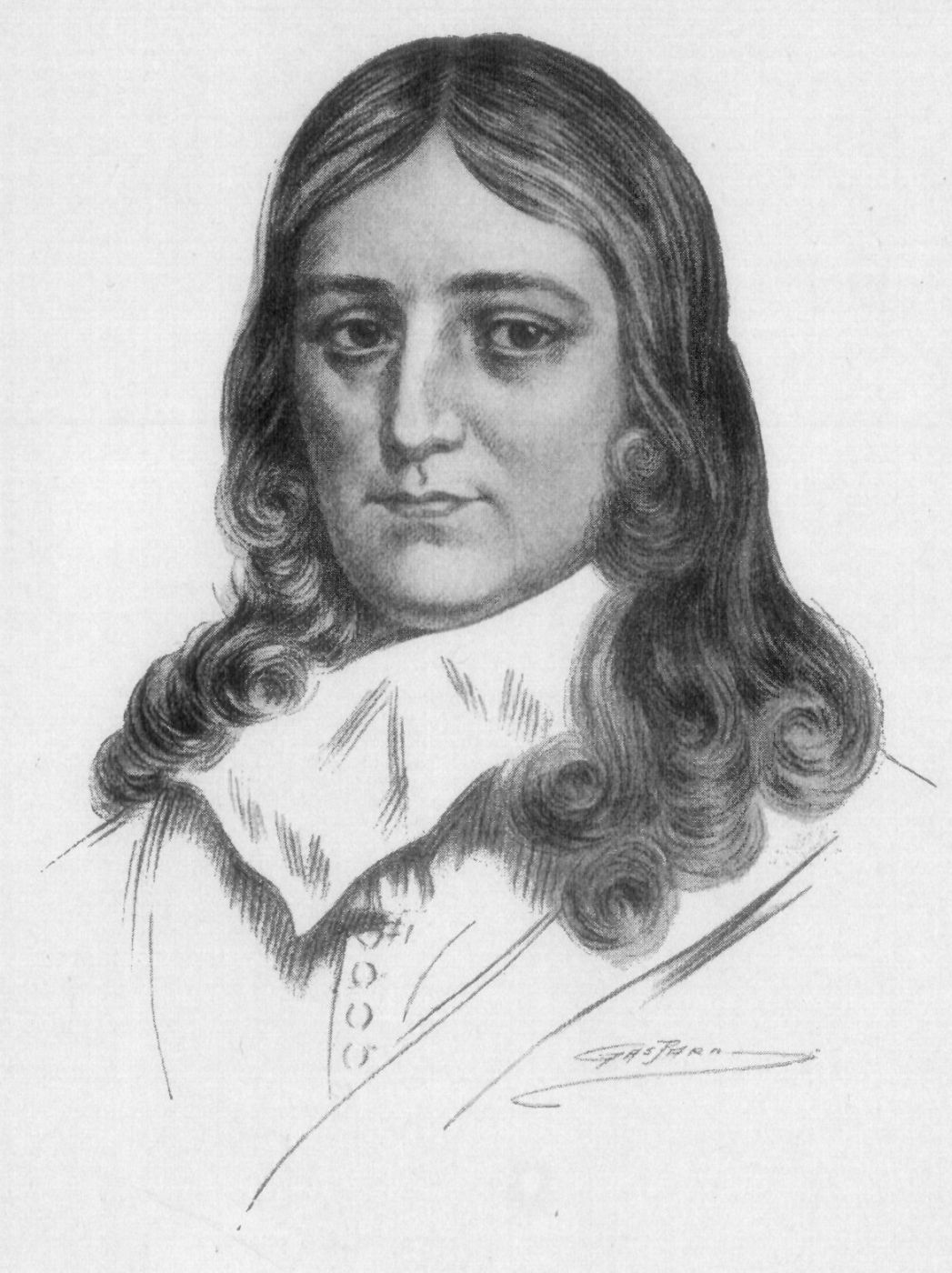
Джон Мильтон

## Августинская эпоха

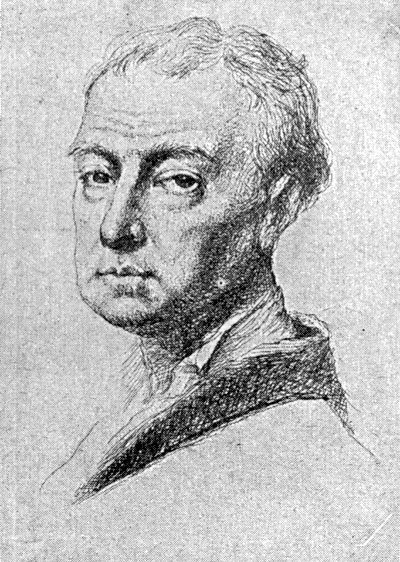
Сэмюэл Ричардсон.

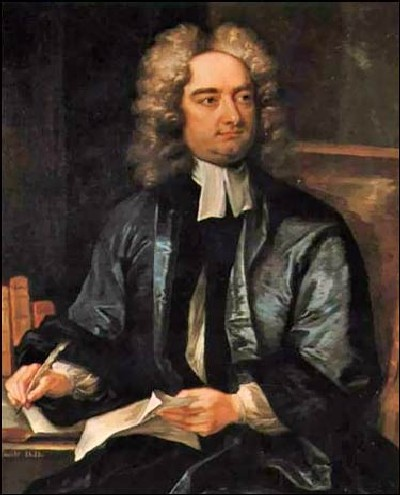
Джонатан Свифт

## Романтизм

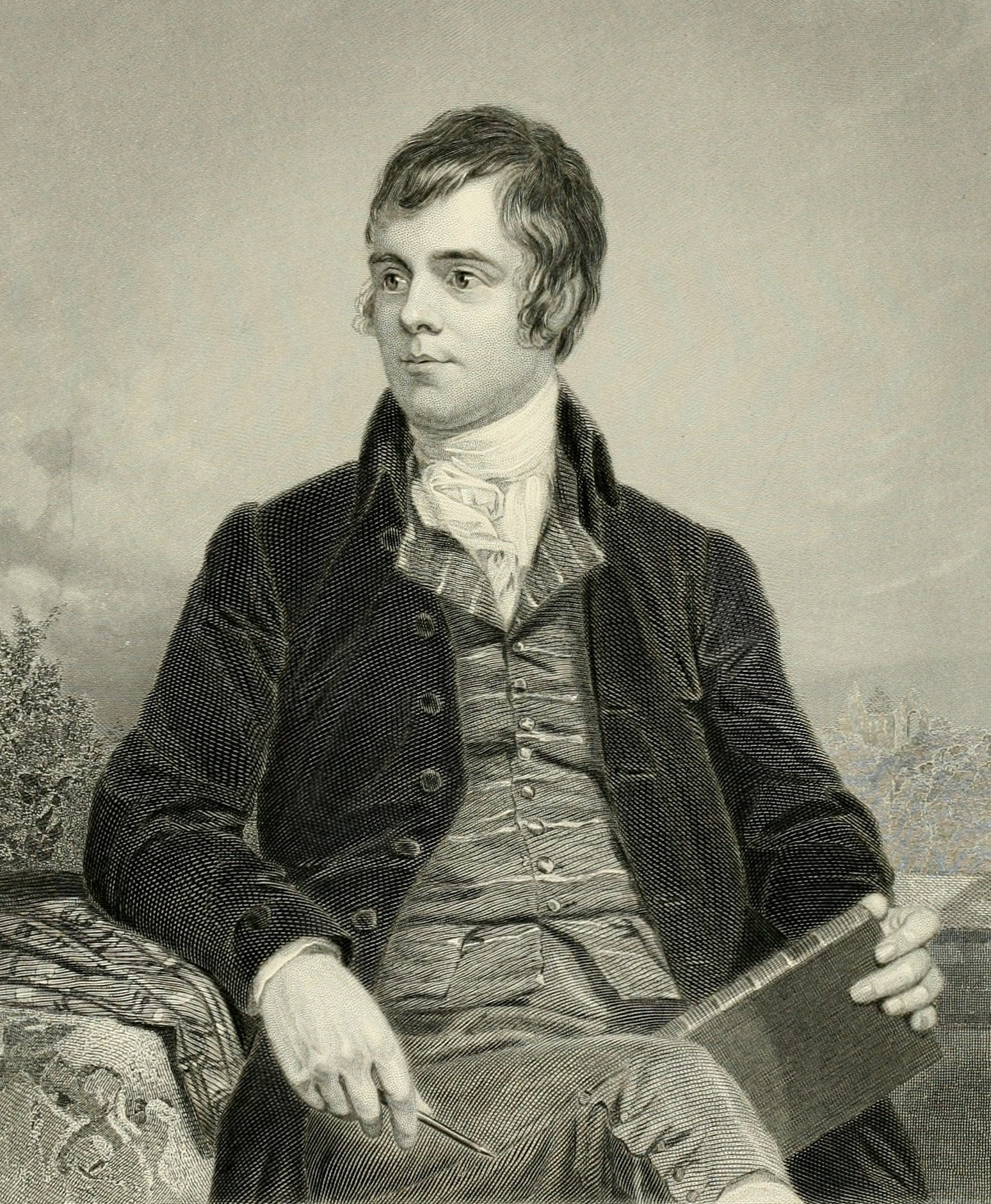
Роберт Бёрнс

## Реализм и рубеж веков

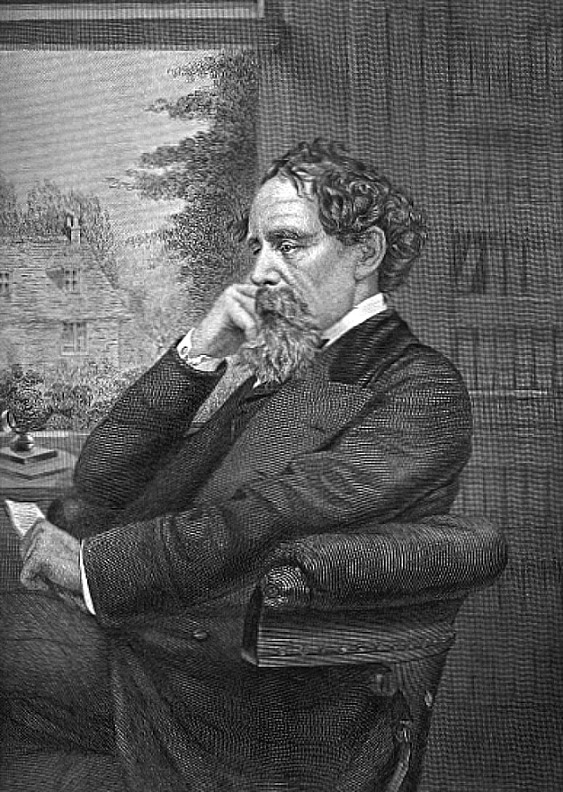
Чарльз Диккенс